# Carlos Atanes
Carlos Atanes (* 8. November 1971 in Barcelona) ist ein spanischer Filmregisseur, Drehbuchautor, Schriftsteller und Dramatiker.
Er ist Mitglied der Film-makers’ Cooperative.

## Leben
Das erste Mal Regie führte Atanes 1987, in einem Film, den er mit ein paar Freunden von der High School drehte. Ende der 1980er bis Anfang der 1990er studierte er Film in Barcelona, doch es ist nicht bekannt wo genau. 1989 drehte er einen Spielfilm über Reiseausflüge mit dem Titel La Ira, den aber außer den eigenen Crewmitgliedern nie jemand sah.
Sein erster öffentlich aufgeführter Kurzfilm mit dem Titel Morir de Calor war auch sein einziger 35 mm Kurzfilm. Er wurde 1991 fertiggestellt und auf dem Festival Cinema Jove de València gezeigt. Im selben Jahr drehte er The Marvellous World of the Cucu Bird, dem weitere experimentelle Werke folgten, wie El Tenor Mental (1993) und Borneo (1997). Es folgten Fiction Produktionen wie La Metamorfosis de Franz Kafka (1993), Morfing (1995), Metaminds & Metabodies (1995–1999) oder Welcome to Spain (1999), die Atanes besondere Sichtweise von Kino und Realität verdeutlichen. Er ist ein umstrittener Regisseur und kultureller Aktivist, der immer die unabhängige Produktion, digitale Kinokamera und das Science-Fiction-Genre verteidigte, was in Spanien sehr ungewöhnlich war.
Im Jahre 2003 begann er eine Arbeit über den bekannten britischen Magier Aleister Crowley, woraus Perdurabo entstand, ein Film mittlerer Länge (40 min), der der erste Teil eines Films in Spielfilmlänge werden sollte, doch Atanes nahm dieses Projekt bislang nicht wieder auf. Den ersten kompletten Spielfilm, FAQ: Frequently Asked Questions, begann er 2000 auf Französisch zu drehen, er wurde aber erst 2004 fertiggestellt und zeigt seinen Blick für unübliche Bildersprache. Der Film wurde mit niedrigem Budget gedreht und handelt von einer kalten europäischen Dystopie. Er gewann 2005 bei den Athens Panorama of Independent Filmmakers den Preis als „Best Feature Film“ und wurde außerdem nominiert für die Méliès d'Argent in Fantasporto. Mit dem Film PROXIMA im Jahre 2007 wurde Atanes zum spanischen Science-Fiction Filmemacher schlechthin.
2008 sammelte er seine drei wildesten und groteskesten Underground-Kurzfilme als CODEX ATANICUS, eine Anthologie, die nach den enthusiastischen Reviews von amerikanischen Independentfilmkritikern ein Kultfilm werden könnte. Im selben Jahr produzierte er zusammen mit den Regisseuren Albert Pons, Victor Conde und El Chico Morera das Gemeinschaftsprojekt Pulque 51, das aus vier Kurzfilmen besteht und zum Ziel hatte, die Schauspielerin Arantxa Peña als neue spanische Scream-Queen herauszubringen. Der Kurzfilm, bei dem Atanes Regie führte, heißt ebenfalls Scream Queen.
Mit Maximum Shame (Maximale Schande) stellte er 2010 einen Film in Spielfilmlänge fertig, der die groteske Art von CODEX ATANICUS wiederaufnimmt und gleichzeitig Scream Queen abschließt. Der Film, ein „dystopischer Albtraum und Fetisch über das Ende der Welt, Schmerz und Freude, Ekstase und Macht“, wurde für das BUT Film Festival Breda in den Niederlanden als „Best Long Film“ und bei den Weirdcademy Awards als „Weirdest Movie of 2011“ nominiert.
Im Jahre 2010 führte er in Madrid, wohin er gezogen war, bei seinem ersten Theaterstück La Cobra en la Cesta de Mimbre Regie, ein Jahr später wurde sein Stück El Hombre de la Pistola de Nata unter der Regie von Juan José Afonso in Madrid aufgeführt.
Neben seiner Arbeit als Drehbuchautor und Dramatiker hat Carlos Atanes einige Bücher und Essays zu kulturellen Themen, Kino und Chaosmagie veröffentlicht.

## Filmografie

### Spielfilme
- 2004: FAQ: Frequently Asked Questions (auch Drehbuch)
- 2007: PROXIMA (auch Drehbuch)
- 2010: Maximale Schande (Maximum Shame) (auch Drehbuch)
- 2012: Gallino, the Chicken System (auch Drehbuch)
- 2024: Alter Ego Film Project (Fragment Autofocus, auch Drehbuch)

### Anthologien
- 2007: Codex Atanicus (auch Drehbuch)

### Kurzfilme und Dokumentationen
- 1989: La Ira
- 1990: Le Descente à l’enfer d’un poète
- 1990: Romanzio in el sècolo ventuno
- 1991: Els Peixos argentats a la peixera, basiert auf dem Theaterstück der Dramatikerin Joan Brossa.
- 1991: Morir de calor
- 1991: The Marvellous World of the Cucu Bird
- 1992: El Parc, basiert auf dem Theaterstück der Dramatikerin Botho Strauß.
- 1993: El Tenor mental
- 1993: La Metamorfosis de Franz Kafka (auch Drehbuch)
- 1994: Triptico
- 1995: Metaminds & Metabodies
- 1996: Morfing
- 1997: Borneo
- 1999: The Seven Hills of Rome
- 1999: Welcome to Spain
- 2000: Cyberspace Under Control
- 2003: Perdurabo (Where is Aleister Crowley?)
- 2008: Made in Próxima
- 2009: Scream Queen
- 2017: Romance bizarro

## Theaterstücke
- 2011: La Cobra en la Cesta de Mimbre (Madrid)
- 2011: El Hombre de la Pistola de Nata (Madrid)
- 2013: El triunfo de la mediocridad (Madrid)
- 2013: Secretitos (Madrid)
- 2014: La quinta estación del puto Vivaldi (Madrid)
- 2014: Los ciclos atánicos (Madrid)
- 2015: Un genio olvidado (Un rato en la vida de Charles Howard Hinton) (Madrid)
- 2018: La línea del horizonte (Madrid)
- 2018: La incapacidad de exprimirte (Madrid)
- 2019: Antimateria (Teneriffa)
- 2021: Báthory (Madrid)
- 2021: Rey de Marte (Las Palmas de Gran Canaria)

### Kurze Stücke
- 2012: La Depredadora (Leganés)
- 2012: La Lluvia (Madrid)
- 2013: Necrofilia fina (Madrid)
- 2013: Romance Bizarro (Madrid)
- 2014: El grifo de 5.000.000 euros (Madrid)
- 2014: El vello público (Madrid)
- 2015: Caminando por el valle inquietante (Madrid)
- 2015: Porno emocional (Madrid)
- 2015: Santos varones (Madrid)
- 2016: Love is in the box (Madrid)
- 2016: La abuela de Frankenstein (Madrid)
- 2017: Pasión mostrenca (Madrid)
- 2017: Sexo y tortilla (Madrid)
- 2018: Chéjov bajo cero (Málaga)
- 2019: A Praga y vámonos (Madrid)
- 2019: ¿Hasta cuándo estáis? (Madrid)

## Buchveröffentlichungen

### Als Autor
deutsch
- Querida - Vom Leid und der Selbstermächtigung einer Puppe (illustriert von Jan van Rijn). Kraut & rubies publishing, Deutschland 2024, ISBN 978-3-9826372-0-4.

englisch
- Querida - The Sufferings and Self Empowerment of a Doll (illustriert von Jan van Rijn). Kraut & rubies publishing, Deutschland 2024, ISBN 978-3-9826372-1-1.
- Chaos Magic For Skeptics. Mandrake of Oxford, Großbritannien 2022, ISBN 978-1-914153-17-4.
- Aleister Crowley in the Mouth of Hell (Filmdrehbuch). Vereinigte Staaten 2013, ISBN 1-4825-9955-4.

spanisch
- Perplejidad (Aleister Crowley en la Boca del Infierno). Dilatando Mentes, Spanien 2024, ISBN 978-84-12-84107-7.
- Antimateria. Ediciones Antígona, Spanien 2024, ISBN 978-84-10-06021-0.
- Querida - De los sufrimientos y el empoderamiento de una muñeca (illustriert von Jan van Rijn). Kraut & rubies publishing, Deutschland 2024, ISBN 978-3-9826372-2-8.
- Filmar los sueños. Solaris: Textos de Cine, Spanien 2021, ISBN 978-84-12-38968-5.
- Magia del Caos para escépticos. Dilatando Mentes, Spanien 2018, ISBN 978-84-949113-4-7.
- Demos lo que sobre a los perros. Vereinigte Staaten 2018, ISBN 978-1-72125-351-7.
- Un genio olvidado (Un rato en la vida de Charles Howard Hinton). Vereinigte Staaten 2017, ISBN 1-5466-3689-7.
- Los trabajos del director. Vereinigte Staaten 2007, ISBN 978-1-4348-1870-6.
- El hombre de la pistola de nata. Vereinigte Staaten 2003, ISBN 978-1-4348-1903-1.
- Confutatis Maledictis. Vereinigte Staaten 2002, ISBN 978-1-4348-1901-7.
- La cobra en la cesta de mimbre. Vereinigte Staaten 2002, ISBN 978-1-4348-1902-4.
- Combustión espontánea de un jurado. Vereinigte Staaten 2001, ISBN 978-1-4752-4148-8.

italienisch
- Magia del caos per scettici. Venexia, Italien 2024, ISBN 978-88-99863-98-2.

katalanisch
- La cobra al cistell de vímet. AADPC, Spanien 2003, ISBN 978-84-89826-30-4.

### Als Co-Autor
englisch
- Querida - A Doll’s Tale of Misery and Liberation (Artbook illustriert von Jan van Rijn). Kraut & rubies publishing, Deutschland 2022.
- In the Woods & on the Heath (Artbook illustriert von Jan van Rijn). Kraut & rubies publishing, Deutschland 2016.

spanisch
- Monstruos. Solaris: Textos de Cine, Spanien 2022, ISBN 978-84-12-04937-4.
- La invasión de los ultracuerpos, de Philip Kaufman. Solaris: Textos de Cine, Spanien 2021, ISBN 978-84-18941-61-0.
- Cine que hoy no se podría rodar. Solaris: Textos de Cine, Spanien 2020, ISBN 978-84-12-27160-7.
- Eyes Wide Shut. Solaris: Textos de Cine, Spanien 2020, ISBN 978-84-12-18746-5.
- Space Fiction: Visiones de lo cósmico en la ciencia ficción. Cinestesia, Spanien 2020, ISBN 978-84-12-04966-4.
- De Arrebato a Zulueta. Solaris: Textos de Cine, Spanien 2019, ISBN 978-84-12-04931-2.
- La Bestia en la pantalla. Aleister Crowley y el cine fantástico. Donostia Kultura, Spanien 2010, ISBN 978-84-89668-84-3.